# Preta gratiosa
Preta gratiosa är en insektsart som beskrevs av Melichar 1903. Preta gratiosa ingår i släktet Preta och familjen dvärgstritar. Inga underarter finns listade i Catalogue of Life.